# Castrocielo
Castrocielo település Olaszországban, Lazio régióban, Frosinone megyében. Lakosainak száma 3776 fő (2023. január 1.). Castrocielo Aquino, Colle San Magno, Piedimonte San Germano, Pontecorvo és Roccasecca községekkel határos.

## Népesség
A település lakossága az elmúlt években az alábbi módon változott:
| Lakosok száma | 4001 | 3978 | 3776 |
|               | 2017 | 2018 | 2023 |